# Toyota Princess Cup 2002
Toyota Princess Cup 2002 — жіночий тенісний турнір, що проходив на відкритих кортах з твердим покриттям у Токіо (Японія). Належав до турнірів 2-ї категорії в рамках Туру WTA 2002. Відбувсь ушосте й востаннє і тривав з 16 до 22 вересня 2002 року. Перша сіяна Серена Вільямс здобула титул в одиночному розряді й отримала 93 тис. доларів США.

## Фінальна частина

### Одиночний розряд
Серена Вільямс —  Кім Клейстерс, 2–6, 6–3, 6–3
- Для Вільямс це був 7-й титул в одиночному розряді за сезон і 18-й — за кар'єру.

### Парний розряд
Світлана Кузнецова /  Аранча Санчес Вікаріо —  Петра Мандула /  Патріція Вартуш, 6–2, 6–4